# Porknokker
Een porknokker, ook wel oekemmang, is een Surinaams-Nederlands begrip voor een goudzoeker die zelfstandig naar goud zoekt. In het algemeen werkt een porknokker voor een bedrijf en lopen oekemmang onafhankelijk rond over de goudvelden.
Deze bezigheid is ontstaan toen veel ex-medewerkers van niet langer rendabele goudwinningslocaties toch nog mogelijkheden zagen om wat te verdienen in het goudzoeken. Sommigen werken geheel zelfstandig, anderen betalen een kleine vergoeding aan de concessiehouder. In sommige gebieden botsen de belangen van de porknokkers met de belangen van grote bedrijven of houders van andere concessies. De porknokkers delven dan vaak het onderspit.
Porknokkers van Braziliaanse komaf worden ook wel naar hun van het Portugees overgenomen naam garimpeiros genoemd.